# مبعوث

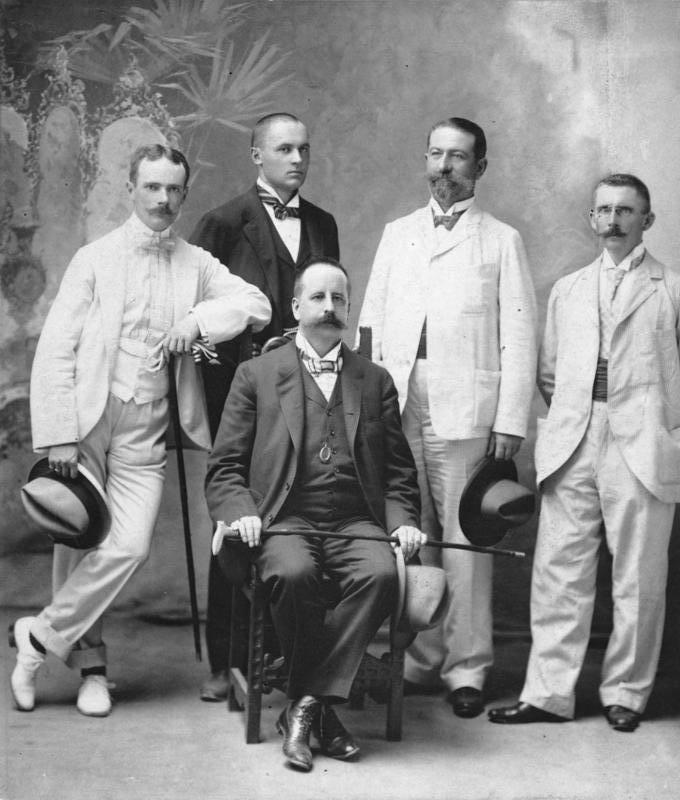
أعضاء البعثة الألمانية في بكين (الصين) عام 1900، الجالس: السفير الألماني ألفونس موم فون شوارزنشتاين

المبعوث فوق العادة والوزير المفوض، المعروف عادة باسم المبعوث، كان رئيس البعثة الدبلوماسية في مرتبة أدنى من السفير. عُرفت البعثة الدبلوماسية التي يرأسها مبعوث بأنها مفوضية وليست سفارة. في ظل نظام الرتب الدبلوماسية الذي أنشأه مؤتمر فيينا (1815)، كان المبعوث دبلوماسيًا من الدرجة الثانية يتمتع بسلطات مفوضة، أي السلطة الكاملة لتمثيل الحكومة. ومع ذلك، لم يعمل المبعوث كممثل شخصي لرئيس دولته. حتى العقود الأولى من القرن العشرين، كانت معظم البعثات الدبلوماسية عبارة عن مفوضيات يرأسها دبلوماسيون برتبة مبعوث. تم تبادل السفراء فقط بين القوى العظمى والحلفاء المقربين والأنظمة الملكية ذات الصلة.
بعد الحرب العالمية الثانية، لم يعد من المقبول معاملة بعض الدول على أنها أقل منزلة من دول أخرى، نظرًا لمبدأ الأمم المتحدة الخاص بالمساواة بين الدول ذات السيادة. تم التخلي تدريجياً عن رتبة المبعوث حيث رفعت الدول علاقاتها إلى رتبة سفير. كانت رتبة المبعوث لا تزال موجودة في عام 1961، عندما تم التوقيع على اتفاقية فيينا للعلاقات الدبلوماسية. تمت ترقية آخر المفوضيات الأمريكية المتبقية، في دول حلف وارسو في بلغاريا والمجر، إلى سفارات في عام 1966.

## استخدامات أخرى

### لغة شعبية
في اللغة المتداولة، يمكن أن يعني المبعوث دبلوماسي من أي رتبة. علاوة على ذلك، لا ينبغي الخلط بين رتبة المبعوث ومنصب المبعوث الخاص، وهو لقب حديث نسبيًا، يتم تعيينه لغرض محدد وليس للدبلوماسية الثنائية، ويمكن أن يشغله شخص من أي رتبة دبلوماسية أو لا شيء (على الرغم من عادة ما يشغلها سفير).

### مملكة هولندا
الوزير المفوض (بالهولندية: gevolmachtigd minister) يمثل دول الكاريبي: أروبا وكوراساو وسينت مارتن، حيث يشكلون جزءًا من مجلس وزراء المملكة.